# Viktor Butakov
Viktor Vassilievich Butakov (en russe : Вистор Васильевич Бутаков), né le 8 février 1928 à Bazhenovo et mort le 19 juin 1996, est un biathlète soviétique. 

## Biographie
Aux Championnats du monde 1958, les premiers organisés, il prend la médaille de bronze de l'individuel et ainsi que la médaille d'argent avec l'équipe soviétique.

## Palmarès

### Championnats du monde
- Mondiaux 1958 à Saalfelden :
  -  Médaille d'argent par équipes.
  -  Médaille de bronze à l'individuel.